# لانی پلستر
لانی پلستر (انگلیسی: Lani Pallister؛ زادهٔ ۶ ژوئن ۲۰۰۲) شناگر زن اهل استرالیا است.
وی در مسابقات کشوری و بین‌المللی در مجموع برندهٔ ۱۲ مدال طلا، ۷ مدال نقره، ۲ مدال برنز شده است.